# Riwon
Riwon (também pronunciado como Iwon) é um condado na província de Hamgyong Sul, na Coreia do Norte.